# Pont Félix-Gabriel-Marchand (Mansfield-et-Pontefract)
Vous lisez un « bon article » labellisé en 2011.
Pour le pont de l'autoroute 35 sur la rivière Richelieu, voir Pont Félix-Gabriel-Marchand (Saint-Jean-sur-Richelieu).
Le pont Félix-Gabriel-Marchand est un pont couvert qui traverse la rivière Coulonge, dans la municipalité de Mansfield-et-Pontefract, au Québec (Canada). Érigé en 1898, ce pont est unique au Québec pour sa structure qui superpose deux treillis différents. C'est également le seul pont couvert québécois construit au XIXe siècle situé au nord du Saint-Laurent. Le pont a été classé immeuble patrimonial le 1er juin 1988.

## Toponymie

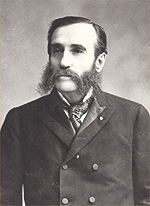
Félix-Gabriel Marchand, homme politique du XIXe siècle.

Le pont est nommé en mémoire de Félix-Gabriel Marchand (1832-1900), politicien et homme de lettres, qui était le premier ministre du Québec (1897-1900) lors de la construction du pont. Le pont s'appelle simplement « pont Marchand » jusqu'à ce que la commission de Toponymie décide de préciser ce nom en 2001. Il est également surnommé « pont Rouge de Fort-Coulonge ».

## Caractéristiques
Le pont est situé sur le chemin du Pont-Rouge, à Mansfield-et-Pontefract. Il permettait à l'origine de relier le village de Fort-Coulonge à celui de Davidson jusqu'à ce qu'un nouveau pont soit construit dans les années 1950 en amont sur la rivière Coulonge.

### Dimensions
Le pont Félix-Gabriel-Marchand a une longueur totale de 148,66 mètres, ce qui en fait le plus long pont couvert en fonction au Québec. Si l'on compte les jets d'eau aux entrées du pont, la longueur passe à 152,1 mètres ; dans ce cas, il est le plus long pont couvert de la province encore existant, dépassant d'un mètre le pont Perrault. D'un point de vue historique, le plus long pont couvert du Québec fut un pont sur le chemin du Roy traversant la rivière Batiscan, en fonction entre 1844 et 1870, qui mesurait 377 mètres de long. En prenant en compte l'ensemble du Canada, la première place revient au pont de Hartland avec ses 390 mètres. Le pont Marchand a une largeur totale de 5,56 mètres, dont 4,19 mètres sont carrossables. Il a une hauteur libre de 3,96 mètres. Du fait de son ancienneté, le pont ne permet le passage qu'aux véhicules ayant une masse inférieure à 5 tonnes et une hauteur inférieure à 2,0 mètres.

### Structure

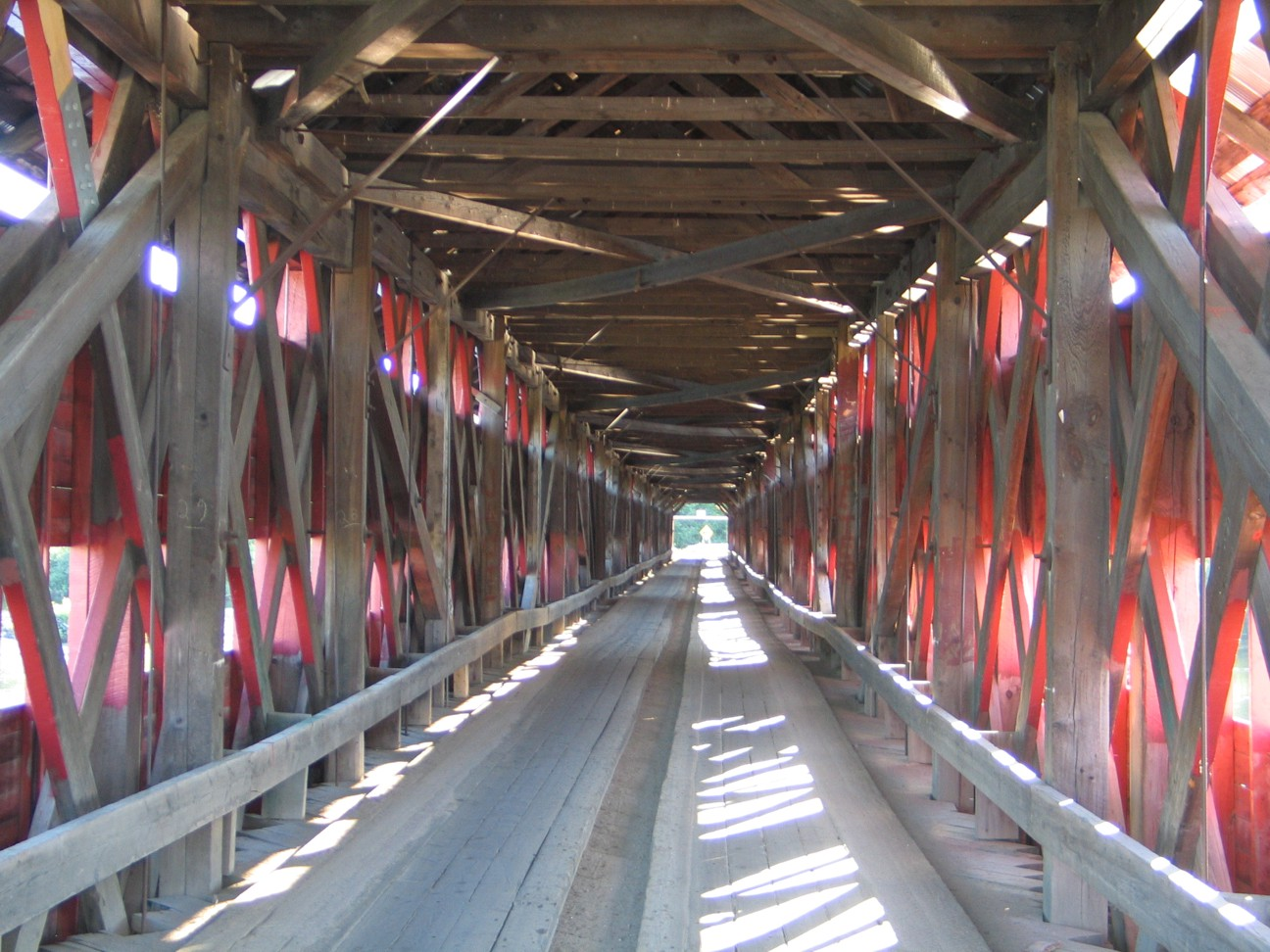
Intérieur du pont et structure.

Schéma de la structure du pont.

Contrairement à la plupart des ponts couverts du Québec qui sont construits en mélèze ou en épinette, le pont Félix-Gabriel-Marchand est entièrement construit en pin,. Par sa structure, le pont est un pont en treillis qui fait appel à deux types de treillis : la ferme Town et la ferme à poinçon double. La ferme Town a pour particularité d'être composée d'un treillis maillé de madriers à un angle variant entre 45 et 60 degrés et retenu par des chevilles à chacun des nœuds. La présence de deux cordes de bois aux extrémités assure la solidité de l'assemblage. Celui du pont Félix-Gabriel-Marchand est dit « à deux diamants », une version dont le treillis est un peu moins dense que la version normale à trois diamants. Quant au poinçon double, il est composé de poutres : il s'agit de deux arbalétriers reliés entre eux par une poutre. La présence de deux poinçons en assure la rigidité. Le pont Félix-Gabriel-Marchand est le seul pont au Québec ayant ses deux structures superposées. Cette structure particulière avait pour but d'améliorer la rigidité du pont pour le protéger du flottage du bois, activité pratiquée dans la rivière Coulonge jusqu'à la fin des années 1970.
Le toit du pont, recouvert de tôle ondulée, a une pente de 45 degrés. Le lambris est constitué de planches à clin de pin peintes en rouge avec deux ouvertures latérales, une au sommet et l'autre au centre, entrecoupé au niveau des piliers. Les cinq piliers du pont sont en bois, remplis de pierre et munis d'avant-bec servant de brise-glace. C'est finalement le seul pont couvert du pays à avoir des jets d'eau de ce type (genre de contrefort) à ses entrées.

## Histoire

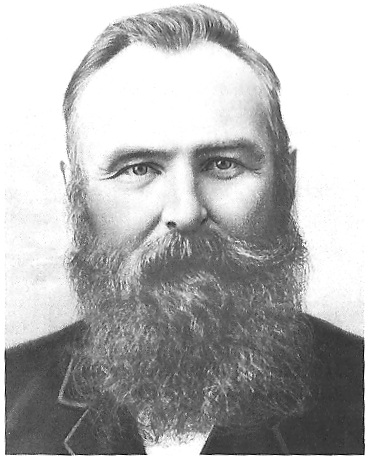
Augustus Brown, le maître d'œuvre du pont.

En octobre 1897, Joseph-Narcisse Gastonguay, inspecteur du ministère de la Colonisation, nota que l'ancien pont de Fort-Coulonge était en très mauvais état et qu'il nécessitait d'être reconstruit. Il déplora également son absence de couverture.
Cet ancien pont fut remplacé l'année suivante par le pont actuel, pour un coût de 6 000 dollars canadiens, sous la conduite d'Augustus Brown, un entrepreneur de Beachburg, en Ontario, et selon des plans de Gastonguay. Le contrat pour la construction fut signé le 3 janvier 1898 et les travaux devaient être terminés pour le 1er mai 1898. Le pont fut cependant accessible dès le 15 mars. Le bois qui servit à sa construction fut transporté par un pont de glace situé à Waltham.

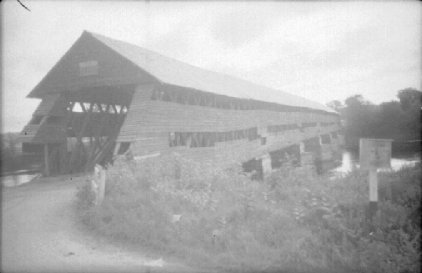
Le pont Marchand en 1948.

En 1939, la toiture originale en bardeau de cèdre fut remplacée par de la tôle. Il fut menacé à partir de 1950 de démolition à la suite de la construction d'un nouveau pont en béton contournant Fort-Coulonge. Cependant, lors d'une inondation en 1960, il s'avéra être le seul moyen de franchir la rivière Coulonge, permettant l'évacuation des résidents de Mansfield-et-Pontefract. En 1963, la municipalité de Mansfield-et-Pontefract obtint la permission du gouvernement provincial de le démolir. Cette requête suscita un tollé populaire dans la municipalité, la forçant à revenir sur sa décision. L'un des arguments invoqués fut la possibilité d'utiliser ce pont si le nouveau pont devenait inutilisable. Cet évènement est considéré comme la première manifestation visant la préservation des ponts couverts du Québec. Le pont fut rénové en 1965, avec la réfection de ses piliers. En 1979, un important embâcle poussa une partie du pont hors de ses piliers. Il fut réparé l'année suivante.
L'ouvrage a été classé immeuble patrimonial le 1er juin 1988. Sa valeur patrimoniale provient de sa rareté. Il est le seul pont couvert du Québec du XIXe siècle construit en dehors de l'ancienne région des Cantons-de-l'Est. Il est aussi l'un des plus longs ponts couverts de la province, et le seul doté de six travées. À l'automne 1997, le pont fut fermé pour permettre de remplacer les piliers pour un coût de 429 200 dollars canadiens. Une plaque commémorative racontant l'histoire du pont fut installée près du pont en 1998. À la suite d'une inspection en 2009, le pont fut fermé deux mois pour permettre des travaux de réparation de poutres servant à la rigidité latérale du pont,.